# Justo Guillermo Padilla
Justo Guillermo Padilla (Banfield, 19 de septiembre de 1924-18 de septiembre de 2012) fue un militar argentino que gobernó el territorio nacional de Tierra del Fuego, Antártida e Islas del Atlántico Sur entre 1974 y 1975.

## Biografía
Justo Guillermo Padilla nació en Banfield, provincia de Buenos Aires, el 19 de septiembre de 1924.

### Trayectoria como militar
Entre diciembre de 1974 y abril de 1975, gobernó el territorio nacional de Tierra del Fuego, Antártida e Islas del Atlántico Sur.
Fue jefe del Estado Mayor Conjunto de las Fuerzas Armadas entre el 19 de enero de 1976 y el 22 de febrero de 1977. Sucedió al general de brigada Eduardo Betti y precedió al contraalmirante Julio Antonio Torti.
Justo Guillermo Padilla falleció el 18 de septiembre de 2012.

## Condecoraciones
- Gran Cruz del Mérito Naval, con distintivo blanco. Otorgada por el Ministerio de Marina del Gobierno de España.[5]